# پرت (کانزاس)
پرت (به انگلیسی: Pratt) شهری در ایالت کانزاس کشور ایالات متحده آمریکا است که جمعیت آن در سرشماری سال ۲۰۱۰ میلادی، ۶٬۸۳۵ نفر بوده‌است.